# Gradlon

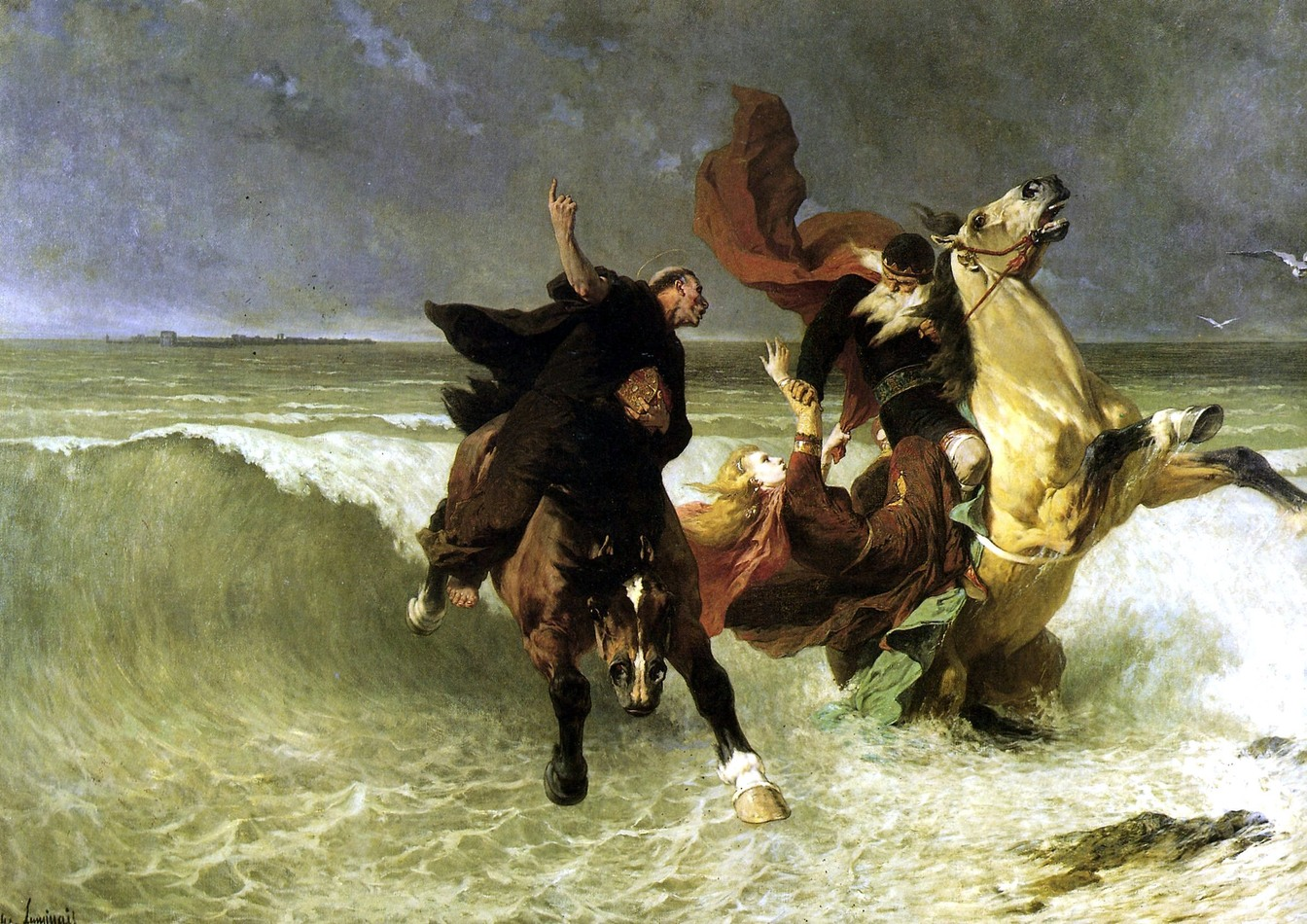
Die Flucht des Königs Gradlon. Gemälde von Évariste-Vital Luminais (um 1884)

Gradlon Meur oder Gradlon Mor (lateinisch Gradlonus Magnus, deutsch Gradlon der Große, bisweilen auch Gralon genannt) war ein sagenhafter König von Cornouaille in der West-Bretagne zur Zeit des Übergangs vom 4. zum 5. Jahrhundert. Er war ein Sohn von Conan Meriadoc, dem sagenhaften ersten Herzog der Bretagne, und dessen zweiter Frau, der Heiligen Darerca von Irland, die als Schwester des Heiligen Patrick gilt.
Um Gradlon ranken sich zahlreiche Sagen und Legenden, darunter die vom Untergang der Stadt Ys.

## Legende von Ys
König Gradlon regierte in Ys, einer reichen Stadt, die auf dem Meer abgerungenem Land erbaut worden war. Er lebte in einem Palast aus Marmor, Zedernholz und Gold. In einigen Versionen der Legende erbaute Gradlon die Stadt auf Wunsch seiner Tochter Dahut, die das Meer liebte. Um Ys vor Überschwemmungen zu schützen, wurde ein Deich mit einem Tor gebaut, das bei Ebbe für Schiffe geöffnet wurde. Der einzige Schlüssel, der das Tor öffnete, befand sich im Besitz des Königs.
Einige Versionen, insbesondere die frühen, machen Gradlons Sünden für die Zerstörung der Stadt verantwortlich. In den meisten Erzählungen werden Gradlon jedoch als frommer Mann und seine Tochter Dahut als eigensinnige Frau oder Zauberin dargestellt, die Gradlon die Schlüssel stahl und das Tor des Deiches öffnete, was eine Überschwemmung verursachte, wodurch die ganze Stadt zerstört wurde. Ein Heiliger (entweder Guengalaenus oder Corentin von Quimper) weckte den schlafenden Gradlon und drängte ihn zur Flucht. Der König bestieg sein Pferd und nahm seine Tochter mit, doch das steigende Wasser holte sie ein. Entweder fiel Dahut vom Pferd, oder Gradlon gehorchte einem Befehl von Guengalaenus und ließ Dahut fallen, so dass er selbst sicher entkommen konnte. Er flüchtete nach Quimper und baute dort seine Herrschaft wieder auf.

## Malgven
Einige Versionen der Legende fügen die Geschichte von Gradlons Frau hinzu, einer Wikingerprinzessin und Zauberin namens Malgven. Der erste bekannte Auftritt dieser Figur fand im Jahr 1892 in den Schriften von Édouard Schuré statt, wo sie nach der Geburt ihrer Tochter Dahut starb.
Malgven wurde in Charles Guyots La Légende de la ville d’Ys d’après les anciens textes (Die Legende der Stadt Ys gemäß den alten Texten, 1926) populär gemacht. In Guyots Version fiel Gradlon in Norwegen ein und traf dort Königin Malgven, die ihm half, in die Stadt einzudringen und ihren schwächlichen und habgierigen Ehemann zu töten. Sie und Gradlon flohen auf dem magischen Pferd Morvarc’h, das auf dem Wasser laufen konnte. Allerdings starb Malgven bei der Geburt ihrer Tochter Dahut, die ihr sehr ähnlich war. Der trauernde Gradlon widmete seiner Tochter seine ganze Aufmerksamkeit.

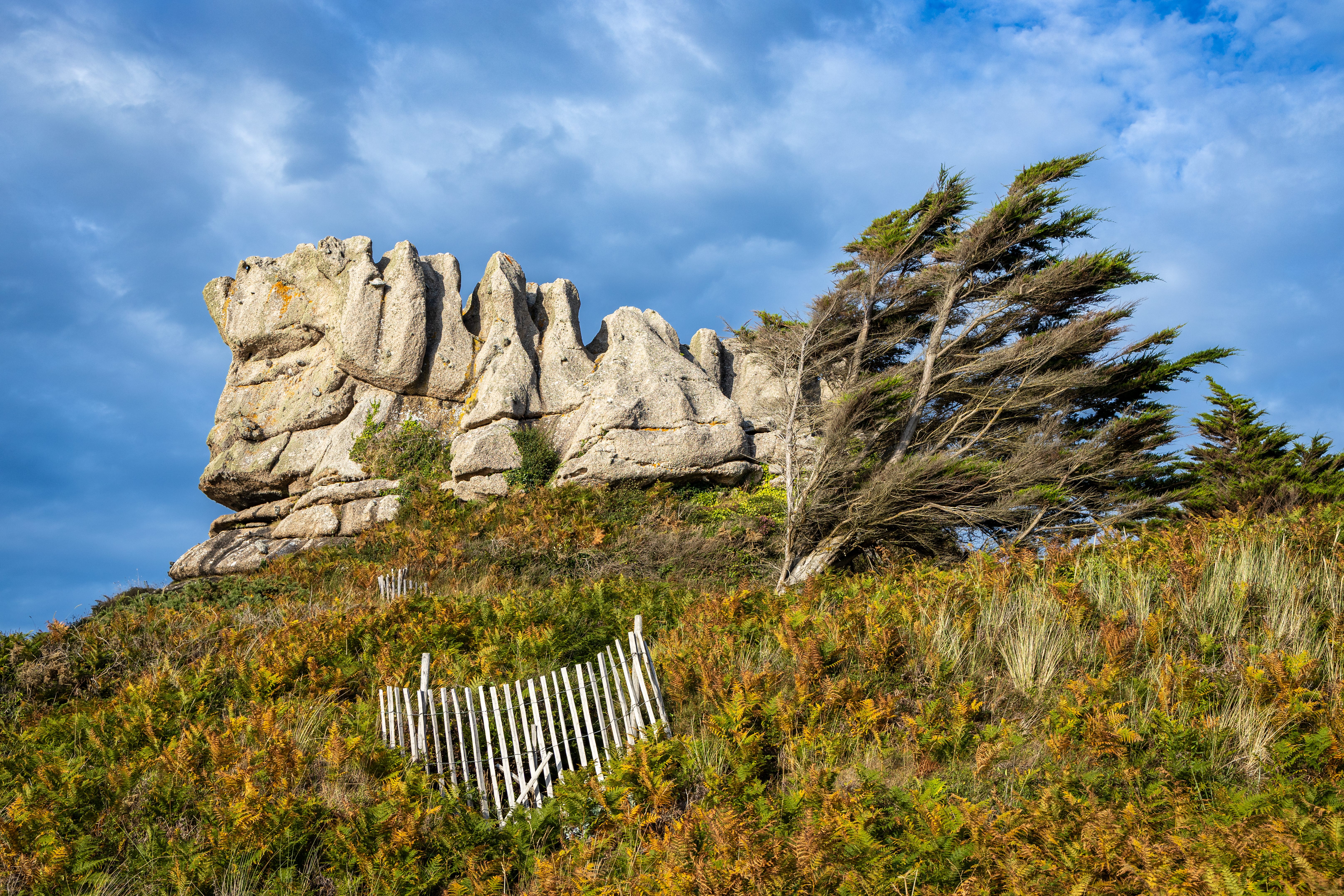
Fels Krone des Königs Gradlon

## Krone des Königs Gradlon
Ein markanter Granitfels oberhalb der Bucht Grève Blanche bei Trégastel, der an einen gekrönten Kopf erinnert, wird als Krone des Königs Gradlon bezeichnet.